# Muzej kulturne revolucije (Šantov)
Muzej kulturne revolucije Šantov je bil edini spominski muzej, posvečen žrtvam kulturne revolucije v Ljudski republiki Kitajski. Nahajal se je na Območje v okrožju Čenghaj v mestu Šantov. Ustanovil ga je Peng Čjan (pinjin: Peng Qi'an), nekdanji podžupan mesta Šantov, odprt pa je bil januarja 2005. Ukinjen je bil aprila 2016.

## Spomin na žrtve revolucije
Peng Čjan je dejal, da so on in drugi želeli zapustiti mesto previdnosti za kitajski narod in da ne namerava spodkopati verodostojnosti KPK prek muzeja. Povedal je tudi, da je z branjem »med vrsticami« mogoče razumeti namene muzeja.
Od leta 2006 do 2013 so Peng in skupina prostovoljcev v muzeju prirejali letno spominsko slovesnost v spomin na žrtve kulturne revolucije. Datum slovesnosti je bil 8. avgust, v spomin na odločitev Centralnega komiteja kitajske komunistične partije iz leta 1966 o sprožitvi kulturne revolucije, ki jo je Peng leta 2012 označil za »katastrofalen dan za Kitajsko«. Slovesnosti se je v letu 2012 udeležilo približno 450 ljudi.